# Carlina guittonneaui
Carlina guittonneaui là một loài thực vật có hoa trong họ Cúc. Loài này được Dobignard mô tả khoa học đầu tiên năm 2004.